# Spitteleck

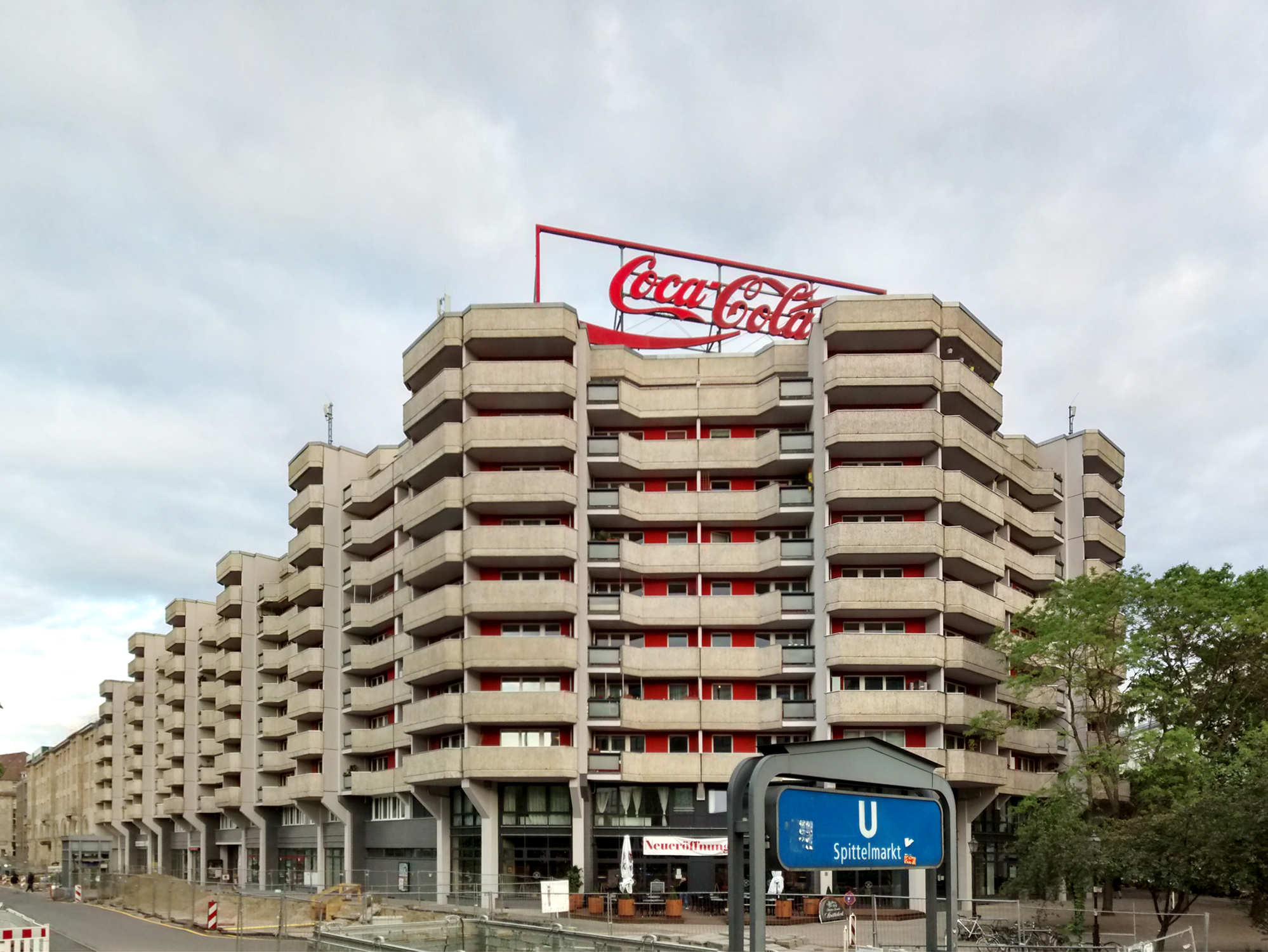
Spitteleck, 2016

Das Spitteleck ist ein Wohngebäude am Spittelmarkt im Berliner Ortsteil Mitte des gleichnamigen Bezirks am östlichen Ende der Leipziger Straße, dem westlichen Ufer des Spreekanals.

## Geschichte und Planung
Das Spitteleck wurde zwischen 1980 und 1985 von dem BMK Ingenieurhochbau Berlin unter der Leitung des Architekten Eckart Schmidt errichtet. Das Gebäude wurde aus Plattenbaufertigelementen im Stile des Brutalismus errichtet. Die Anlage enthielt 295 Wohnungen, eine Kinderkrippe, zwei Läden und eine Gaststätte. Die Betonfassade war mit verschiedenen Tier-, Blumen- und Kinderdarstellungen geschmückt.
Die Kubatur des Gebäudes orientiert sich am historischen Straßenverlauf und an der Traufhöhe der Nachbargebäude. Das Gebäude ist bezeichnend für den Wandel des Städtebaus der DDR. Die Beachtung historisch gewachsener Strukturen und des Umfeldes spielten nun eine wesentlich größere Rolle als in den Planungen der 1960er und 1970er Jahre der sozialistischen Stadtplanung wie beispielsweise dem angrenzenden Komplex Leipziger Straße.
Aufgrund dieser Qualitäten wurde das Spitteleck 1986 mit dem Architekturpreis der Hauptstadt Berlin ausgezeichnet.
Im Jahr 2014 wurde das Gebäude saniert. Die Sanierung fand ohne Mitwirkung des Architekten Eckhart Schmidt statt. Er war zufrieden mit dem Ergebnis.
Das Haus des Papiers befindet sich hier seit 2021.

## Sonstiges
Die bekannte Leuchtreklame von Coca Cola auf dem Dach des Gebäudes wurde 1991, kurz nach der deutschen Wiedervereinigung angebracht.
In dem Film die Bourne Verschwörung wird das Gebäude mehrfach eingeblendet. Im Film wird die Figur des Hauptdarstellers Jason Bourne, gespielt von Matt Damon, vor dem Spitteleck angeschossen. Das Spitteleck soll dabei einen Ort in Moskau darstellen.
Auf dem Briefmarkenblock „40 Jahre DDR“ ist das Spitteleck unten links dargestellt.

Historische Aufnahmen des Spittelecks
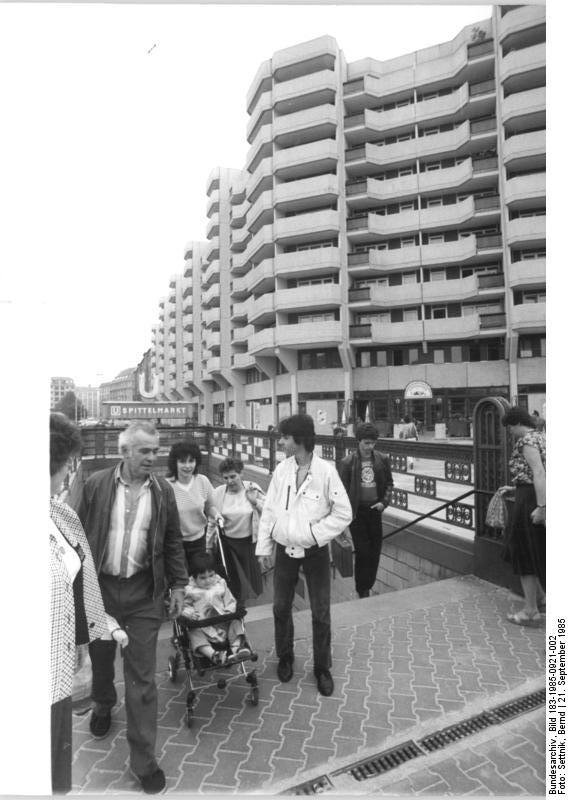
Spitteleck bei seiner Eröffnung, 1985
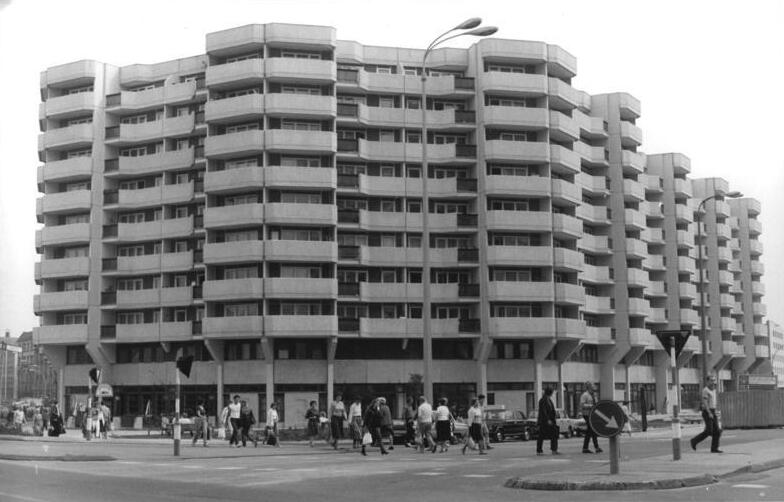
Spitteleck, 1985
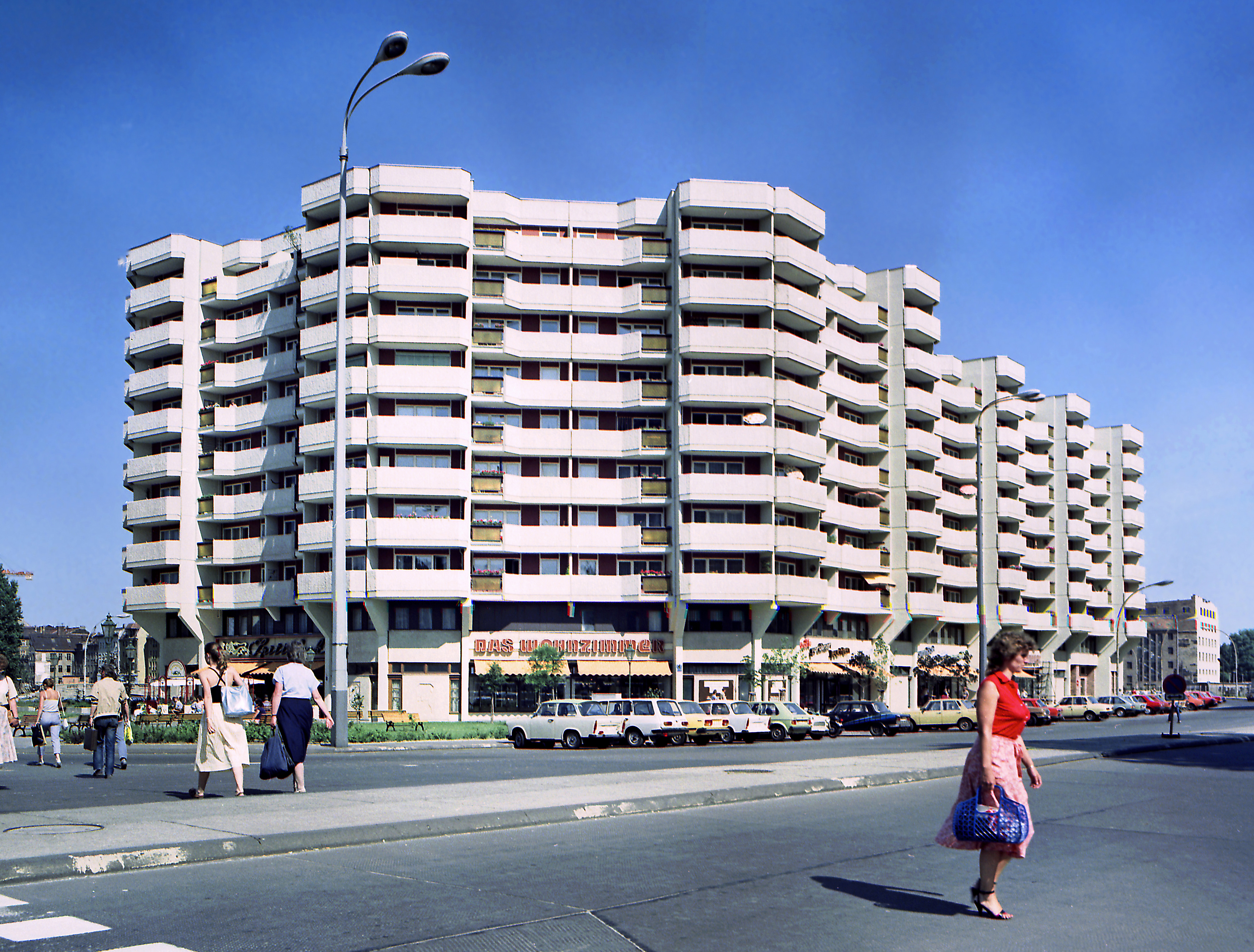
Spitteleck, 1986